# Stephen Gately
Stephen Patrick David Gately, född 17 mars 1976 i Dublin, död 10 oktober 2009 i Andratx, Mallorca, var en irländsk popmusiker. Tillsammans med Ronan Keating var han sångare i det irländska pojkbandet Boyzone, som bildades 1993 och splittrades 2000. År 2000 släppte Gately ett soloalbum, New Beginning, och singeln med samma namn nådde tredjeplatsen på UK Singles Chart. Skivbolaget Polydor avslutade dock samarbetet med Gately i maj året därpå. 2006 ingick Gately partnerskap med Andrew Cowles.
Sommaren 2008 återförenades Boyzone och släppte en ny singel, som snabbt blev populär. En ny skiva planerades till nästa år med nyskrivna låtar. 
Gately hittades död den 10 oktober 2009 i sin sommarlägenhet på den spanska ön Mallorca. Dödsorsaken fastställdes senare som lungödem till följd av ett medfött hjärtfel.

## Karriär

### Boyzone

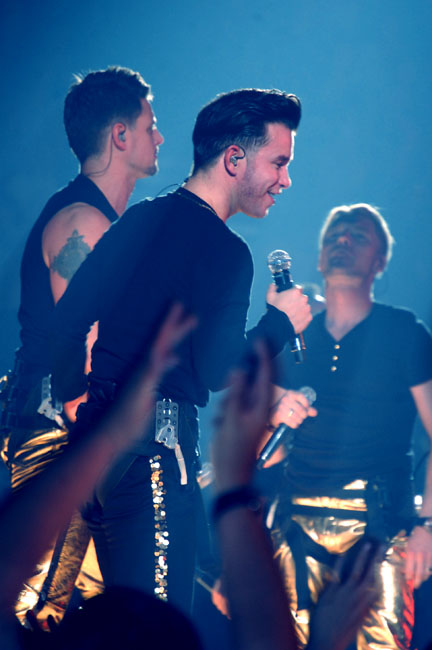
Stephen Gately på Wembley i maj 2009

Gately var med när Boyzone grundades 1993. Han delade uppdraget att sjunga ledstämmorna med Ronan Keating. När Boyzone första gången lade bandet på is 2000 hade de haft sex stycken listettor på Storbritanniens singellista. 
Vid ett framträdande på Irlands Meteor Music Awards i februari 2008 lanserades det reformerade Boyzone, varefter de turnerade under resten av 2008.

### Solokarriär
Efter framgångarna med Boyzone, bestämde sig bandets medlemmar att år 2000 gå vidare till soloprojekt. Gately var den förste, med sin solosingel "New Beginning" och senare ett album med samma namn. Albumet New Beginning omfattade 12 helt nya låtar, inklusive en version av den klassiska "Bright Eyes", som han spelade in för ljudspåret till en ny animerad TV-version av Den långa flykten. Han gjorde också rösten till en av figurerna, som ritades så att den skulle likna honom. Singeln "New Beginning" släpptes den 29 maj 2000 och nådde plats tre på Storbritanniens singellista. Två veckor senare släpptes albumet, som också nådde topplistorna.
Den andra singeln från albumet var "I Believe". Den släpptes den 2 oktober 2000 och sången var också med på ljudspåret till filmen Billy Elliot. Den missade precis topptiolistan med en högsta placering som nummer 11. Gately inspirerades till att spela in låten sedan han hade sett filmen. Han var med vid filmens premiärer såväl vid Edinburghs filmfestival som på Empire Theatre vid Leicester Square tillsammans med skådespelare från filmen som Julie Walters och Jamie Bell. I maj 2001 släpptes Gatelys tredje singel, "Stay", och nådde plats 13 på topplistan. Samma månad, medan singeln fortfarande låg på topplistan, fick han lämna skivbolaget Polydor.
I januari 2007 kunde Gately höras i Horror of Glam Rock, en radioteater för BBC7. Till denna radioteater spelade Gately in en originallåt: "Children of Tomorrow", med musik av Tim Sutton och text av Barnaby Edwards. Detta var hans första soloinspelning sedan "Stay" 2001.

### Författarskap
Under sina sista tre år i livet skrev Gately på en fantasyroman för barn med titeln The Tree of Seasons. I en intervju i april 2009 med Press Association förklarade han att han nästan var klar och hoppades på att boken skulle komma ut till julen 2009.

## Privatliv
I juni 1999, strax innan Boyzone gjorde uppehåll offentliggjorde Stephen Gately att han var homosexuell. Managern Louis Walsh gick ut efter Gatelys offentliggörande och sade att han inte skulle ha valt Gately till bandet om han hade vetat om hans sexuella läggning.
1998 inledde han ett förhållande med den då 27-årige sångaren Eloy de Jong, sångare i det nederländska pojkbandet Caught in the Act. Efter att ha brutit med de Jong, träffade Gately 2002, internetentreprenören Andrew Cowles. De gifte sig i Las Vegas året därpå och ingick 2006 formellt ett registrerat partnerskap i London.
I oktober 2009 reste Gately till Mallorca tillsammans med sin man, Andrew Cowles, för en tids semester men också för att färdigställa boken The Tree of Reasons. Det var också om den han sist twittrade tisdagen den 6 oktober 2009. Den 9 oktober var han ute och tog några drinkar tillsammans med sin man, de återvände till hotellet vid 4.30 på morgonen, Cowles gick då och lade sig en timme senare, men Gately stannade uppe. Klockan 13.45 hittade Cowles Gately död på soffan. Enligt obduktionsprotokollet avled Gately av akut lungödem till följd av ett medfött hjärtfel.